# Manuel Paulo de Sousa Gentil
Manuel Paulo de Sousa Gentil (* 1870; † 1937) war ein portugiesischer Offizier und Kolonialverwalter.
Als Leutnant ersten Grades und Hafenkapitän von Dili war Sousa Gentil während der Rebellion von Manufahi einer der Kommandanten der Truppen, die 1912 den Berg Leolaco belagerten. Nachdem der Rebellenführer Boaventura mit vielen seiner Krieger fliehen konnte, kam es durch die portugiesischen Truppen zu einem Massaker an 3.000 zurückgebliebenen Kämpfern und Zivilisten.
Vom 11. Oktober 1919 bis zum 14. Februar 1920 war Sousa Gentil war Gouverneur der Kolonie Portugiesisch-Timor. Nach Angaben der Washington Post hatte er zu diesem Zeitpunkt den Rang eines Admirals inne. Bei seinem Abtritt als Gouverneur folgte Sousa Gentil Luís Augusto de Oliveira Franco als „mit der Regierung Beauftragter“ (portugiesisch encarregado do governo).
Am 11. Februar 1919 erhielt Sousa Gentil den Ritterorden von Avis im Range eines Kommandeurs.